# Emmerbier
 (avril 2021).
Si vous disposez d'ouvrages ou d'articles de référence ou si vous connaissez des sites web de qualité traitant du thème abordé ici, merci de compléter l'article en donnant les références utiles à sa vérifiabilité et en les liant à la section « Notes et références ».
L'Emmerbier est un type de bière de fermentation haute originaire de Bavière en Allemagne.

## Description
Elle est brassée à partir de malt de céréales dont plus de 50 % d'amidonnier (dicoccum Triticum, une espèce ancienne d'épeautre), auquel s'ajoutent en quantité variable, de l'engrain (une autre espèce d'épeautre), de l'épeautre, du blé et de l'orge auxquels est mélangé du houblon. La bière a une couleur ambrée foncée, un aspect trouble et un goût prononcé de malt associé à des tannins astringents (elle accompagne le repas comme un vin rouge).
Ce type de bière remonte aux vieilles recettes élaborées en Égypte et en Mésopotamie. Elle est aujourd'hui encore brassée notamment à la Riedenburger Brauhaus à Riedenburg et la Brauerei Hauf de Dentlein am Forst. En outre, la brasserie Falken de Schaffhouse en Suisse brasse une bière avec de l'orge maltée, de l'amidonnier, du houblon et de la levure.